# 羅克特拉姆 (加利福尼亞州)
羅克特拉姆（英語：Rocktram）是位於美國加利福尼亞州納帕縣的一個非建制地區。該地的面積和人口皆未知。

## 地理
羅克特拉姆的座標為38°15′27″N 122°16′50″W / 38.25750°N 122.28056°W，而該地的平均海拔高度為4米（即13英尺）。